# Dewan Prem Chand
Dewan Prem Chand fue un militar del Ejército Indio que alcanzó el grado de Teniente General y fue conocido por comandar en forma distinguida las tropas de Naciones Unidas durante dos de sus operaciones de mantenimiento de la paz: en la separatista provincia de Katanga Congo en 1962 y en la dividida isla de Chipre, de 1970 a 1976.

## Datos Básicos
Nació el 14 de junio de 1916 en Muzzafargarh, cerca de Multan, en lo que hoy es Pakistán.
Murió el 3 de noviembre de 2003, a los 87 años.
Se casó en primer lugar, en 1943 con Preminda Singh, con quien tuvo sus dos hijos. El matrimonio se disolvió y se casó en segundo lugar, en 1968 con Lota Sen, que murió antes que él.

## Educación y carrera militar en India
Fue educado en el Colegio del Gobierno, Lahore e ingresó a la Academia Militar de la India (Dehradun), dentro del Regimiento del Dorsetshire, donde sirvió un año en la frontera noroeste de la provincia. Posteriormente, se unió al 10th Baluch Regiment con el que sirvió en Malaya en la última tapa de la Segunda Guerra Mundial.
Luego de la guerra, Prem Chand retornó a la India donde cursó la Escuela de Guerra en Quetta. En 1947 pasa a revistar en el Estado Mayor del Ejército (Nueva Delhi). Después de la independencia de la India, se lo transfiere al 1st Gurkha Rifles. Los nombramientos subsiguientes incluyeron ser comandante del Centro de Entrenamiento de Gurkhasdel Ejército de la India (Dharamsala), instructor en el Colegio de Estado Mayor de los Servicios de Defensa (Nueva Delhi), subdirector de entrenamiento militar, director de Selección de Personal, director de los Servicios de Personal, director de Inteligencia Militar. Posteriormente fue comandante de las Brigada de Infantería en Jammu y en Cachemira.
En 1959 es ascendido a brigadier general y destinado al Estado Mayor de Comando Occidental (Simla). A los dos años es designado jefe de ese estado mayor con el grado de mayor general.
Se le dio el comando de la División de Montaña en la frontera este a su regreso del Congo en Calcuta. Posteriormente ocupó un cargo en el Ministerio de Defensa como director.
Prem Chand se retiró del ejército de la India en 1967 pasando a la actividad en una empresa privada hasta su reintegro a la vida militar dentro de Naciones Unidas.

## Desempeño en Naciones Unidas
Cuando el Congo Belga se independizó en 1960, la provincia rica en cobre de Katanga se separó. El gobierno de Kinshasa no reconoció su independencia y estalló la lucha. En 1962, Prem Chand fue nombrado comandante del Área de Kananga de la operación de paz de la ONU (ONUC —United Nations Operation In the Congo—).
Sus tropas fueron atacadas por la gendarmería Katanganese y sufrieron bajas, pero una combinación de presión económica y militar junto con la diplomacia llevaron al presidente de Katanga, Moise Tshombe, a la mesa de negociaciones. Kananga fue reintegrada en la República del Congo en enero de 1963. Por esto se le otorgó la Medalla de Servicio Distinguido de la India.
La Fuerza de las Naciones Unidas (UNFICYP) llegó a Chipre en 1964 para tratar de evitar nuevos enfrentamientos entre las comunidades chipriotas griega y turca. En 1974, en respuesta a un golpe de Estado griego, que derrocó al gobierno de Chipre, las fuerzas turcas invadieron la parte continental en la fuerza.
Prem Chand estaba a cargo de UNFICYP cuando la isla fue invadida por las tropas turcas en la madrugada del 20 de julio de 1974. Se había hecho cargo en diciembre de 1969, siendo el cuarto Comandante de la Fuerza desde su creación. La confrontación con los invasores estaba fuera del mandato de su Fuerza. Por ello, los turcos les ignoraron de manera efectiva. Después que Turquía había acotado un alto el fuego en general, actuó rápidamente y con valentía en la toma de control del aeropuerto de Nicosia para evitar una pelea por ello. Esta iniciativa fue aprobada posteriormente por el Consejo de Seguridad, pero, en ese momento, puso a las tropas de la ONU acerca de entrar en conflicto con las fuerzas turcas.
Frente a esta invasión militar aplastante —y con el Consejo de Seguridad en sesión de emergencia— Prem Chand tomó medidas para proteger algunas de las comunidades turcochipriotas más aisladas contra las represalias. También se las arregló para garantizar la seguridad del personal extranjero mediante la organización de la evacuación de la capital Nicosia a la base soberana británica en Dhekelia. Cuando cesaron los combates, la ONU estableció líneas de cese al fuego y emprendió la difícil y delicada tarea de la vigilancia de su eficacia.
En 1977, fue llamado de su retiro para actuar como observador personal del Secretario General de las Naciones Unidas en Rodesia, cuando se iniciaron las conversaciones para poner fin a la declaración unilateral de Ian Smith de la independencia.
Prem Chand tenía 72 años de edad en 1989, cuando fue nombrado comandante del Grupo de Asistencia de las Naciones Unidas para Namibia (UNTAG —United Nations Transition Assistance Group—). Su designación se había hecho en el año 1980 pero esa designación se transforma en efectiva en abril de 1989 hasta marzo de 1990. Durante diez años como comandante de la fuerza, trabajó incansablemente para ayudar a lograr una transición internacionalmente aceptable de independencia para el país. Sus principales tareas consistían en supervisar un alto el fuego entre las fuerzas sudafricanas y guerrilleros de la Organización Popular del Sur de África Occidental  (SWAPO ) y luego supervisar las elecciones que llevarían a la independencia. Una reducción en sus niveles de fuerza casi llevó a su renuncia, pero se celebraron elecciones supervisadas por las Naciones Unidas que se tradujo en una victoria de la SWAPO y Namibia se independizó el 21 de marzo de 1990.